# Heilige Familie (Offleben)

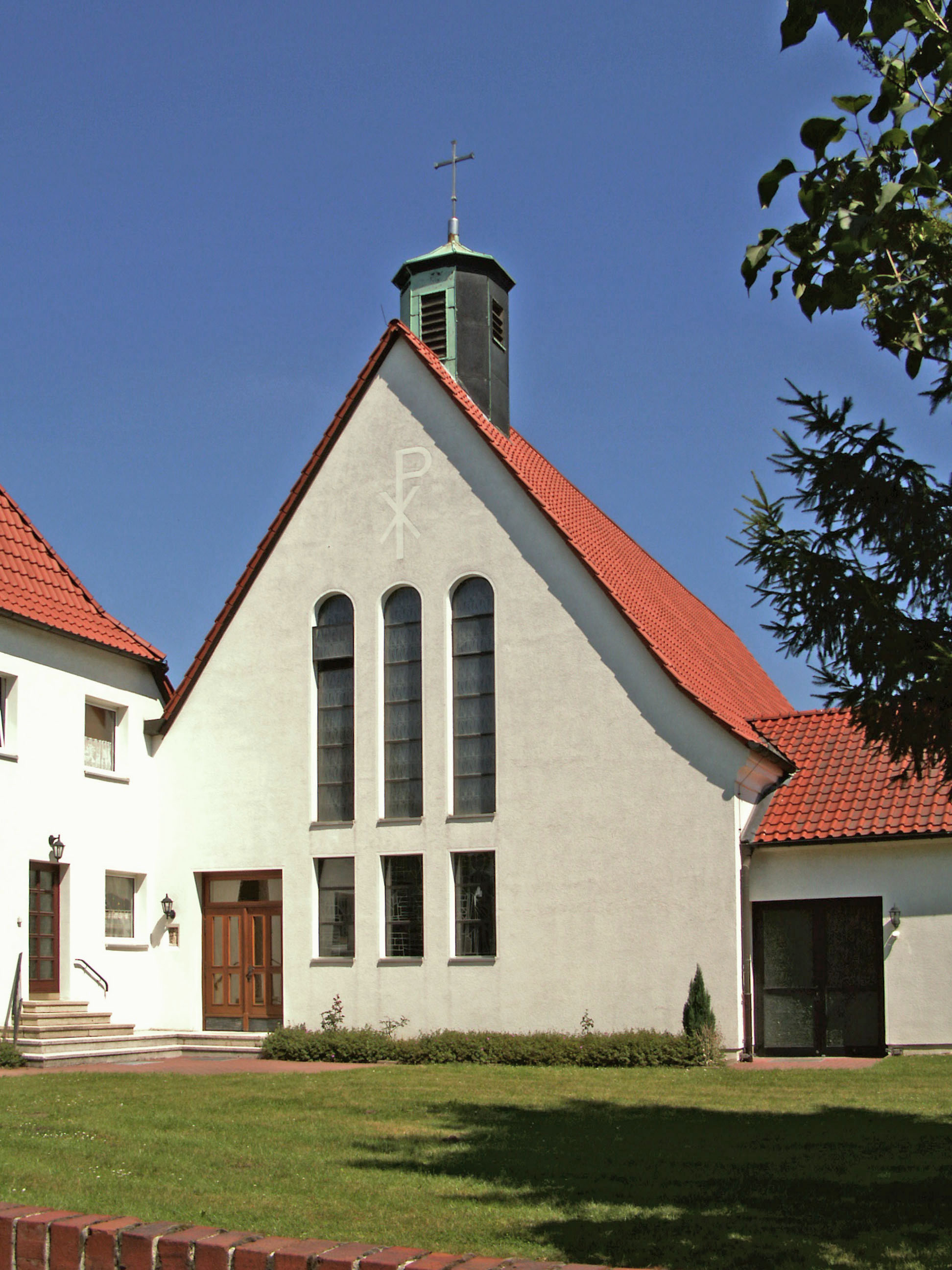
Außenansicht

Die Kirche Heilige Familie war die katholische Kirche in Offleben, einem Ortsteil der Stadt Helmstedt im Landkreis Helmstedt in Niedersachsen. Die nach der Heiligen Familie benannte Kirche gehörte zur Pfarrgemeinde Maria Hilfe der Christen mit Sitz in Schöningen, sie war die östlichste Kirche im Dekanat Wolfsburg-Helmstedt des Bistums Hildesheim.

## Geschichte
1568 führte Herzog Julius im Herzogtum Braunschweig-Lüneburg die Reformation ein, infolgedessen bekam Offleben 1569 einen evangelisch-lutherischen Geistlichen.
Die ersten Katholiken in Offleben nach der Reformation waren ein aus dem Eichsfeld zugezogenes Ehepaar. 1904 wurde in Offleben ein katholischer Arbeiterverein gegründet. 1924 entstand eine katholische Gemeinde in Offleben, dazu wurde eine Holzbaracke als Notkirche aufgestellt. Zuvor wurden bereits Gottesdienste in einem zu einer Kapelle ausgebauten Zimmer, dann im Saal einer Gaststätte gehalten. Zunächst erfolgte die seelsorgliche Betreuung von Schöningen aus. 1926 wurde in Offleben eine Vikarie eingerichtet, und Offleben hatte von nun an einen eigenen katholischen Geistlichen. 1930 wurde in Offleben eine Gruppe der Deutschen Jugendkraft gegründet.
Von 1930 an wurden verschiedene Pläne für den Bau einer Kirche gemacht, die jedoch alle als zu teuer verworfen wurden. Die Friedrich Krupp AG machte 1930 einen Vorentwurf für eine Stahlkirche, die Architekten J. Arnold aus Magdeburg, Wilhelm Fricke aus Hannover und Heinrich Stübbe aus Hildesheim fertigen weitere Entwürfe an. Der 1932 von Max Sonnen angefertigte Entwurf kam schließlich zur Ausführung.
1932 erfolgte die Grundsteinlegung der Kirche, am 30. April 1933 folgte ihre Einweihung durch Bischof Nikolaus Bares. Zeitgleich wurde das angrenzende Pfarrhaus erbaut. Im Nationalsozialismus erfolgte 1933 die Auflösung des katholischen Arbeitervereins durch die Polizei. 1944 wohnten rund 610 Katholiken im Einzugsgebiet der Kirche, dazu kamen im Spätsommer 1944 noch rund 280 evakuierte Katholiken aus dem Bistum Aachen.
1953 wurde der Kirche St. Josef im etwa vier Kilometer entfernten Barneberg, das jedoch bereits in der DDR lag, von der katholischen Kirchengemeinde Offleben eine Glocke geschenkt.
Am 26. April 1953 wurde die Kolpingsfamilie Offleben gegründet, 1955 folgte mit großer Eigenleistung der Gemeindemitglieder der Bau des an die Kirche angebauten Kolpingheims. Am 1. August 1956 wurde die Pfarrvikarie Offleben, zu der die Ortschaften Alversdorf, Hohnsleben, Neu Büddenstedt, Offleben und Reinsdorf gehörten, zur selbstständigen Kirchengemeinde (Kuratie) erhoben; zu ihr gehörte auch die bereits 1951 erbaute St.-Barbara-Kirche in Neu Büddenstedt.
Ab 1996 bestand eine Seelsorgeeinheit mit den katholischen Kirchen in Jerxheim, Neu Büddenstedt und Schöningen. Am 1. März 1998 wurde das Dekanat Helmstedt, zu dem auch die Kirche gehörte, mit dem Dekanat Wolfenbüttel zum neuen Dekanat Helmstedt-Wolfenbüttel zusammengeschlossen. Vom 1. November 2006 an gehörte die Kirche zur Pfarrgemeinde Maria Hilfe der Christen mit Sitz in Schöningen. Ebenfalls seit dem 1. November 2006 gehört die Kirche zum damals neu gegründeten Dekanat Wolfsburg-Helmstedt, das aus den Dekanaten Wolfsburg und dem Helmstedter Teil des Dekanates Helmstedt-Wolfenbüttel entstand.
Auf Grund zurückgehender Finanzmittel, aber auch der geringer werdenden Zahl von Priestern und Kirchenmitgliedern, erfolgte 2009 im Bistum Hildesheim eine Einstufung aller Kirchen nach ihrer künftigen Notwendigkeit. Damals wurde die Kirche als „für die pastorale Entwicklung nicht unbedingt notwendig“ angesehen und zur Schließung vorgesehen. Pläne, in der Kirche und den angrenzenden Gebäuden ein Hospiz einzurichten, konnten nicht realisiert werden. Am 27. Juli 2014 fand der letzte regelmäßige Gottesdienst statt, die Kirche wurde seitdem wegen Schimmelbefalls der Orgel nicht mehr genutzt. Am 3. März 2015 erfolgte die Profanierung der Kirche durch Bischof Norbert Trelle. Dies war nach St. Maria Goretti (Meinersen) (2014) die zweite Profanierung einer Kirche im Dekanat Wolfsburg-Helmstedt.
Das rund 6500 m² große Grundstück mit der Kirche und den angrenzenden Gebäuden wurde im Winter 2015/16 an privat verkauft, das Kircheninventar wurde teilweise Kirchen in Polen überlassen. Die nächstliegenden Gottesdienste finden heute in der etwa vier Kilometer entfernten Kirche St. Joseph und Augustinus in Hötensleben im Bistum Magdeburg statt.

## Architektur und Ausstattung

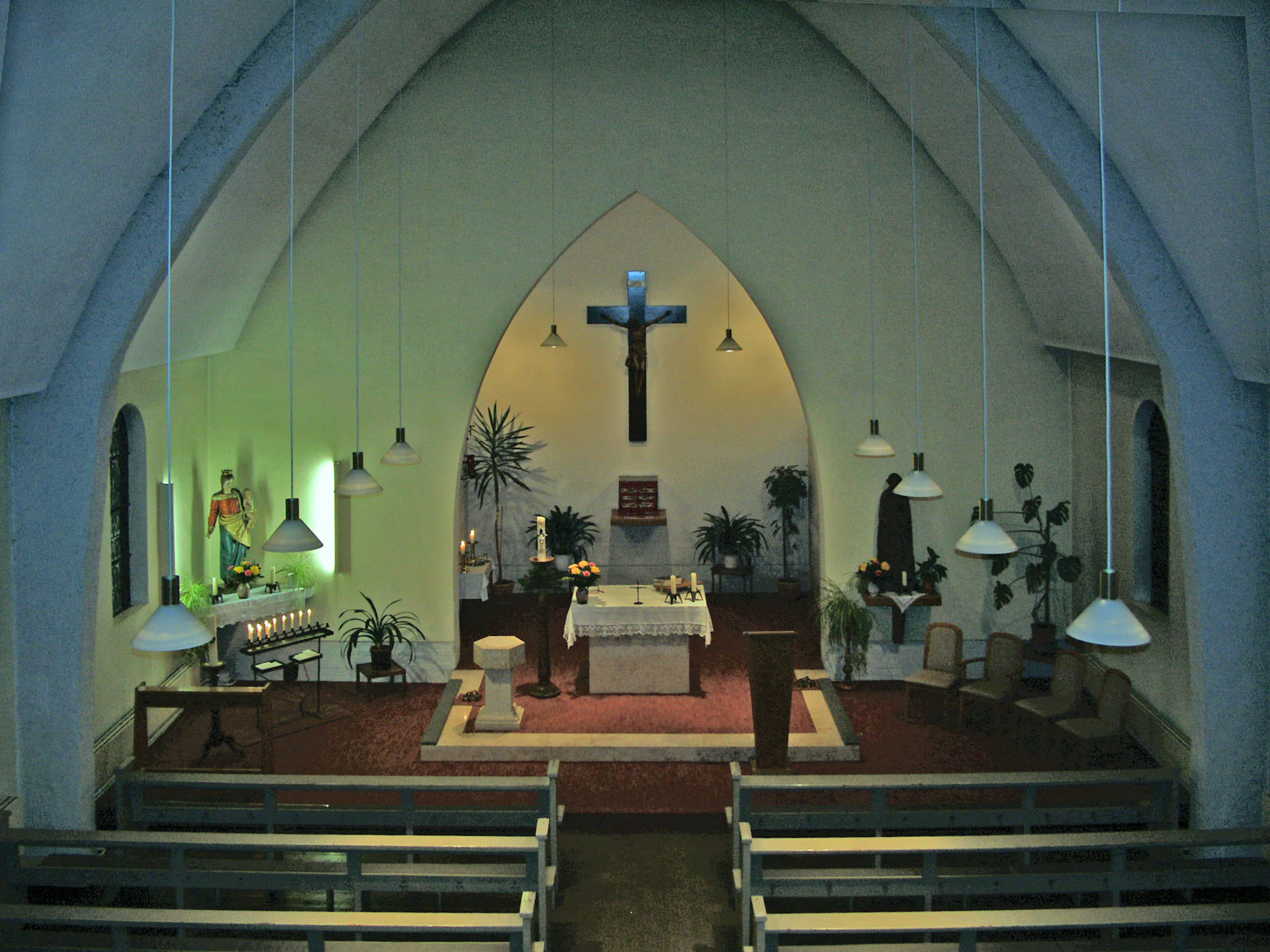
Innenansicht

Das Kirchengebäude steht auf dem Grundstück Alversdorfer Straße 56 (ehemals Bahnhofstraße 56), in knapp 113 Meter Höhe über dem Meeresspiegel. Die Kirche wurde als Massivbau nach Plänen des Paderborner Architekten Max Sonnen (1886–1939) zusammen mit dem westlich angrenzenden Pfarrhaus erbaut. Ihr Turm, der als Dachreiter ausgeführt wurde, verfügte über zwei Glocken. Das östlich angrenzende Kolpingheim wurde in den 1950er Jahren zugefügt.
Die Kirche verfügte über ungefähr 170 Sitzplätze. Zur Innenausstattung gehörten Statuen Marias, Josephs und dem Heiligsten Herzen Jesu, ferner 15 Kreuzwegbilder. Unter der Orgelempore befanden sich ein Beichtstuhl und eine Pietà.

### Orgel
Das Schleifladen-Instrument hatte acht Register auf einem Manual und Pedal. Es war mit einer mechanischen Traktur sowie Zinkpfeifen ausgestattet. Vermutlich in den 1970er Jahren wurde die Klaviatur von seitenspielig auf vorderspielig (Rücken des Organisten zur Gemeinde) umgebaut.
| I Manual C– |    |
| Principal   | 8′ |
| Gedackt     | 8′ |
| Salicional  | 8′ |
| Principal   | 4′ |
| Spitzflöte  | 4′ |
| Octave      | 2′ |
| Mixtur III  |    |

| Pedal C– |     |
| Bourdon  | 16′ |